# Coleophora botauripennella
Coleophora botauripennella é uma espécie de mariposa do gênero Coleophora pertencente à família Coleophoridae.